# Aphrodita negligens
Aphrodita negligens är en ringmaskart som beskrevs av Moore 1905. Aphrodita negligens ingår i släktet Aphrodita och familjen Aphroditidae. Inga underarter finns listade i Catalogue of Life.